# Carlota Joaquina af Spanien
Doña Carlota Joaquina af Spanien (født 25. april 1775, død 7. januar 1830) var en spansk infantinde, der var dronning af Portugal fra 1816 til 1822 som ægtefælle til kong Johan 6. af Portugal. 
Hun var datter af Kong Karl 4. af Spanien og prinsesse Maria Luisa af Parma. I 1785 blev hun gift med kong Johan 6. af Portugal.